# Мепискалаки
Мепискалаки (груз. მეფისქალაქი) — село в Грузии, на территории Каспского муниципалитета края (мхаре) Шида-Картли.

## География
Село находится в центральной части Грузии, на правом берегу реки Тедзами (правый приток Куры), на расстоянии приблизительно 6 километров (по прямой) к юго-западу от города Каспи, административного центра муниципалитета. Абсолютная высота — 633 метра над уровнем моря.

## История
До 7 августа 2024 года село носило название Ахалкалаки.

## Население
По результатам официальной переписи населения 2014 года, в Мепискалаки проживало 1050 человек (522 мужчины и 528 женщин). В национальной структуре населения грузины составляли 94,7 %, осетины — 2,2 %, азербайджанцы — 1,9 %.
| Год  | Население, человек |
| ---- | ------------------ |
| 2002 | 1233               |
| 2014 | ↘ 1050             |